# Магно Алвес
Магно Алвес де Араужо (порт. Magno Alves de Araújo, нар. 13 січня 1976, Апора, Бразилія) — бразильський футболіст, що грав на позиції нападника.
Виступав, зокрема, за клуб «Флуміненсе», а також національну збірну Бразилії.
Переможець Ліги Каріока, володар Суперкубка Японії.

## Клубна кар'єра
У дорослому футболі дебютував 1994 року виступами за команду клубу «Ратранс», в якій провів один сезон.
Згодом з 1995 по 1997 рік грав у складі команд клубів «Валіньйос», «Індепенденте», «Арасатуба» та «Крісіума».
Своєю грою за останню команду привернув увагу представників тренерського штабу клубу «Флуміненсе», до складу якого приєднався 1998 року. Відіграв за команду з Ріо-де-Жанейро наступні чотири сезони своєї ігрової кар'єри. У складі «Флуміненсе» був одним з головних бомбардирів команди, маючи середню результативність на рівні 0,5 голу за гру першості. За цей час виборов титул переможця Ліги Каріока.
Протягом 2003—2016 років захищав кольори клубів «Чонбук Хьонде Моторс», «Ойта Трініта», «Гамба Осака», «Аль-Іттіхад», «Умм-Салаль», «Сеара», «Атлетіко Мінейру», «Спорт Ресіфі» та «Флуміненсе». У складі «Осаки» завоював суперкубок Японії 2007 року.
До складу клубу «Сеара» повернувся 2017 року. Відтоді встиг відіграти за команду з Форталези 11 матчів в національному чемпіонаті. Того ж року перейшов до складу команди «Греміо Новорізонтіно».

## Виступи за збірну
2001 року дебютував в офіційних матчах у складі національної збірної Бразилії.
У складі збірної був учасником розіграшу Кубка конфедерацій 2001 року в Японії і Південній Кореї.

## Титули і досягнення

### Командні
- Переможець Ліги Каріока (1):

«Флуміненсе»: 2002
- Володар Кубка Джей-ліги (1):

«Ґамба Осака»: 2007
- Володар Суперкубка Японії (1):

«Ґамба Осака»: 2007

### Особисті
Найкращий бомбардир Чемпіонату Бразилії: 2000
Найкращий бомбардир Ліги чемпіонів АФК: 2006
Найкращий бомбардир Чемпіонату Японії: 2006
Найкращий бомбардир Чемпіонату Катару: 2009